# Joop Donkervoort
Joop Donkervoort (* 22. August 1949) ist ein niederländischer Geschäftsmann und Gründer des Sportwagenherstellers Donkervoort.

## Leben
Joop Donkervoort gründete das Unternehmen Donkervoort 1978 als Kit-Car-Importeur, aber auf Lernen, musste er erhebliche Änderungen vornehmen, um die zusammengebauten Kit-Cars für die Straße zugelassen zu machen. Er begann mit dem Bau der ersten S7-Automobile nach einem Design, das vom Lotus Seven abgeleitet war, in einem Schuppen in Tienhoven. Aufgrund von Verbesserungen am Modell erhielt er schließlich um 1973 eine Typgenehmigung von der Niederländischen Fahrzeugbehörde [nl] (RDW) und begann, das Auto selbst als Bausätze zu liefern. Daraus entstand seine eigene Marke: Donkervoort.
Joop Donkervoort beschloss, die Sportfahrzeuge seines Unternehmens nach den Vornamen seiner Familienmitglieder zu benennen; Donkervoort S8A wurde für Amber, seiner Tochter, benannt, während Donkervoort D8 für Denis, seinem Sohn, benannt wurde.
Er eröffnete die erste Donkervoort-Fabrik in Tienhoven. Als eine Erweiterung erforderlich war, zog die Fabrik nach Loosdrecht um. 1995 nahm Donkervoort an dem von ihm gegründeten Rennen um den Donkervoort-Cup teil.
Das Donkervoort-Fabrik befindet sich seit 2000 in Lelystad.
Joop Donkervoort trat im Januar 2021 als der Eigentümer des Unternehmens Donkervoort zurück und gab das Eigentum an seinen Sohn Denis.